# Унутозеро
Унутозеро (Унут-озеро, Унут, Унозеро, Унат) — озеро на территории Паданского сельского поселения Медвежьегорского района Республики Карелии.

## Общие сведения
Площадь озера — 12,5 км², площадь водосборного бассейна — 1320 км². Располагается на высоте 147,9 метра над уровнем моря.
Форма озера лопастная, продолговатая: вытянуто с северо-запада на юго-восток. Берега изрезанные, каменисто-песчаные, преимущественно возвышенные, местами заболоченные.

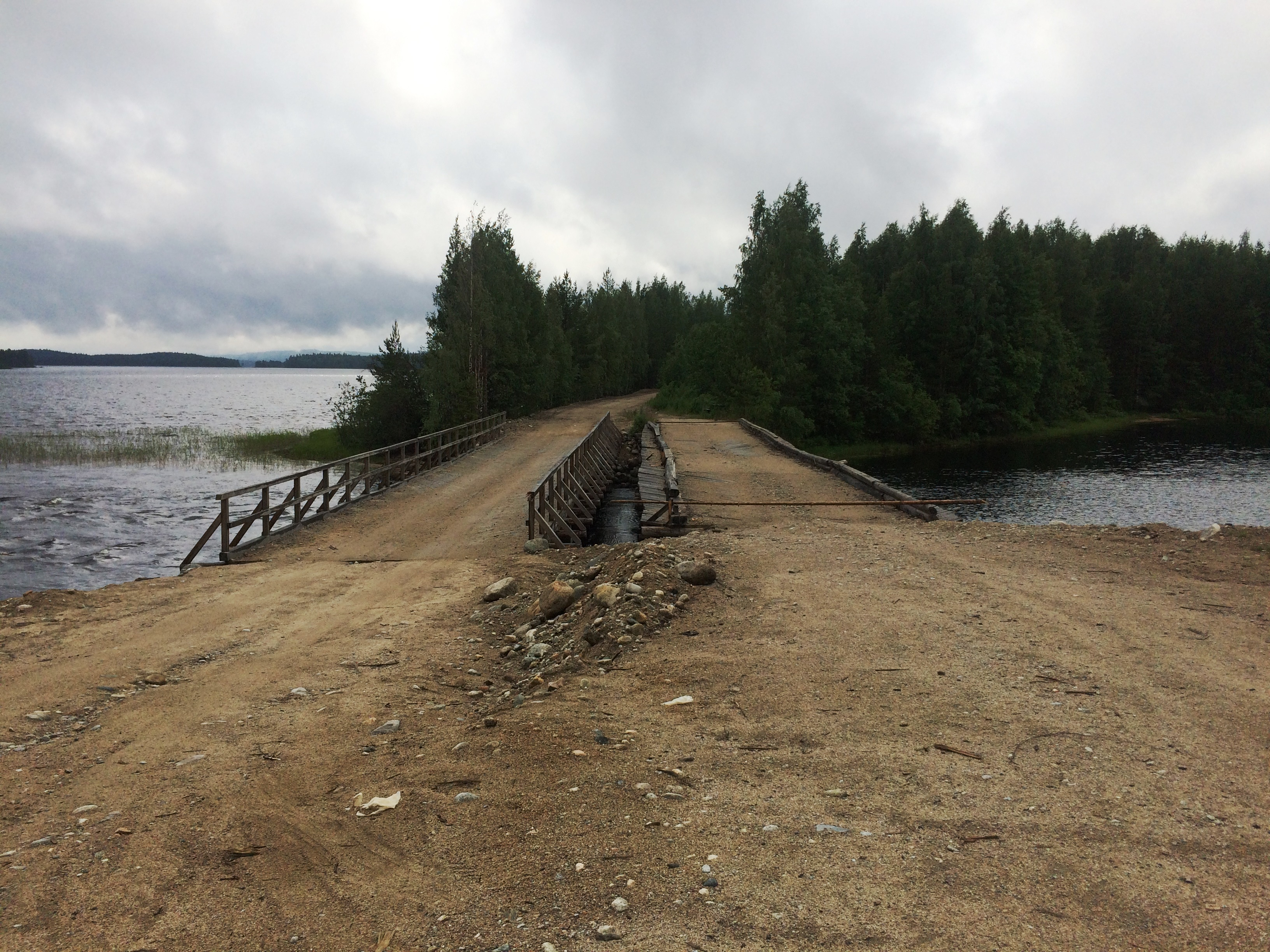
Перемычка между Тумасозером и Унутозером

Унутозеро является звеном в цепочке озёр «Кяткиозеро (с притоком из озёр Кальгъярви и Пизанца) → Тумасозеро → Унутозеро → Сонго», через которые протекает река Сонго, в итоге впадающая в озеро Селецкое.
С востока в озеро втекает ручей Гавдоя, несущий воды из озёр Малое Гавдозеро и Большое Гавдозеро.
По центру озера расположен один крупный (по масштабам водоёма) остров без названия. Кроме него в озере ещё более десятка некрупных островов.
У северо-западной оконечности озера проходит дорога местного значения, ответвляющаяся в деревне Маслозере от дороги 86К-165 («Чёбино — Паданы — Шалговаара — Маслозеро»).
Код объекта в государственном водном реестре — 02020001111102000007475.